# Индол-3-карбинол
Индол-3-карбинол (иногда называемый I3C) — биологически активное вещество растительного происхождения группы пищевых индолов. Образуется при расщеплении глюкозинолата глюкобрассицина, который в относительно высоких концентрациях содержится в овощах семейства Brassicaceae, таких как брокколи, капуста, цветная капуста, брюссельская капуста, листовая капуста. Он также доступен в пищевых добавках.

## Индол-3-карбинол и рак
Исследование механизмов, с помощью которых потребление индол-3-карбинола может влиять на заболеваемость раком, фокусируется на его способности изменять метаболизм эстрогена и другие клеточные эффекты. Исследования проводились на таких животных, как крысы, мыши и радужная форель, с введением различных контролируемых уровней канцерогенов и уровней индол-3-карбинола в их ежедневный рацион. Результаты показали дозозависимое снижение восприимчивости к опухолям из-за индол-3-карбинола.
Первое прямое доказательство чистой антиинициирующей активности природного антиканцерогена (индол-3-карбинола), обнаруженного в рационе человека, было заявлено Дэшвудом в 1989 году.
В настоящий момент установлено наличие достоверной обратной корреляции между высоким уровнем употребления в пищу овощей семейства крестоцветных и частотой возникновения различных онкологических заболеваний, а также более низкой концентрацией маркеров оксидативного стресса.
В исследованиях было обнаружено, что употребление крестоцветных растений ассоциировано со снижением риска развития рака лёгких, желудка, толстой кишки, поджелудочной железы, почек и мочевого пузыря. Также было обнаружено защитное действие крестоцветных в отношении развития онкологических процессов органов репродуктивной системы: молочной железы, яичников и предстательной железы.

## Меланома
Индол-3-карбинол вызывает остановку пролиферации и апоптоз в клетках меланомы человека.
В двух разных исследованиях с использованием ксенотрансплантированной мышиной модели меланомы учёные обнаружили, что подкожная инъекция индол-3-карбинола может значительно снизить опухолевую нагрузку. Было обнаружено, что основной молекулярный механизм этого противоопухолевого эффекта заключается в специфическом ингибировании активности онкогенного BRAF V600E в опухолях, несущих мутацию. Однако в опухолях, которые экспрессировали BRAF дикого типа (без мутации), индол-3-карбинол не вызывал сопоставимого антипролиферативного эффекта. Кроме того, индол-3-карбинол не вызывает антипролиферации даже в нормальных эпидермальных меланоцитах, что подчёркивает специфичность и избирательность его действия.
Во втором исследовании было продемонстрировано, что в клетках меланомы, где ген PTEN подавляется, индол-3-карбинол напрямую взаимодействует с ферментом NEDD4, чтобы предотвратить убиквитинирование PTEN и последующую протеасомную деградацию. Это приводит к стабилизации PTEN и ингибированию пролиферации посредством передачи сигналов AKT ниже по течению.

## Эстрогензависимые заболевания у женщин
В рандомизированном исследовании определялись потенциальные терапевтические преимущества индол-3-карбинола при лечении интраэпителиальной неоплазии вульвы. Было отмечено клиническое улучшение симптоматики. Индол-3-карбинол применяется при различных эстрогензависимых состояниях женской репродуктивной системы: миоме матки, эндометриозе, гиперплазии эндометрия, мастопатии.

## Системная красная волчанка
Индол-3-карбинол может сдвигать метаболизм эстрогена в сторону менее эстрогенных метаболитов. Системная красная волчанка — аутоиммунное заболевание, связанное с эстрогеном. В исследовании с использованием мышей, выведенных для развития волчанки, одной группе давали индол-3-карбинол, в то время как другая группа получала стандартную мышиную диету. Группа, получавшая индол-3-карбиноловую диету, жила дольше и имела меньше признаков заболевания.
Другое исследование с индол-3-карбинолом на склонных к волчанке мышах определило, что механизм улучшения их заболевания обусловлен последовательными блокировками развития В- и Т-клеток у этих мышей. Задержка созревания привела к падению выработки аутоантител, что является ключевым компонентом причинно-следственной связи с волчанкой. Кроме того, добавление индол-3-карбина мышам, склонным к заболеванию, приводило к нормализации их функции Т-клеток.